# Muse (Band)/Auszeichnungen für Musikverkäufe

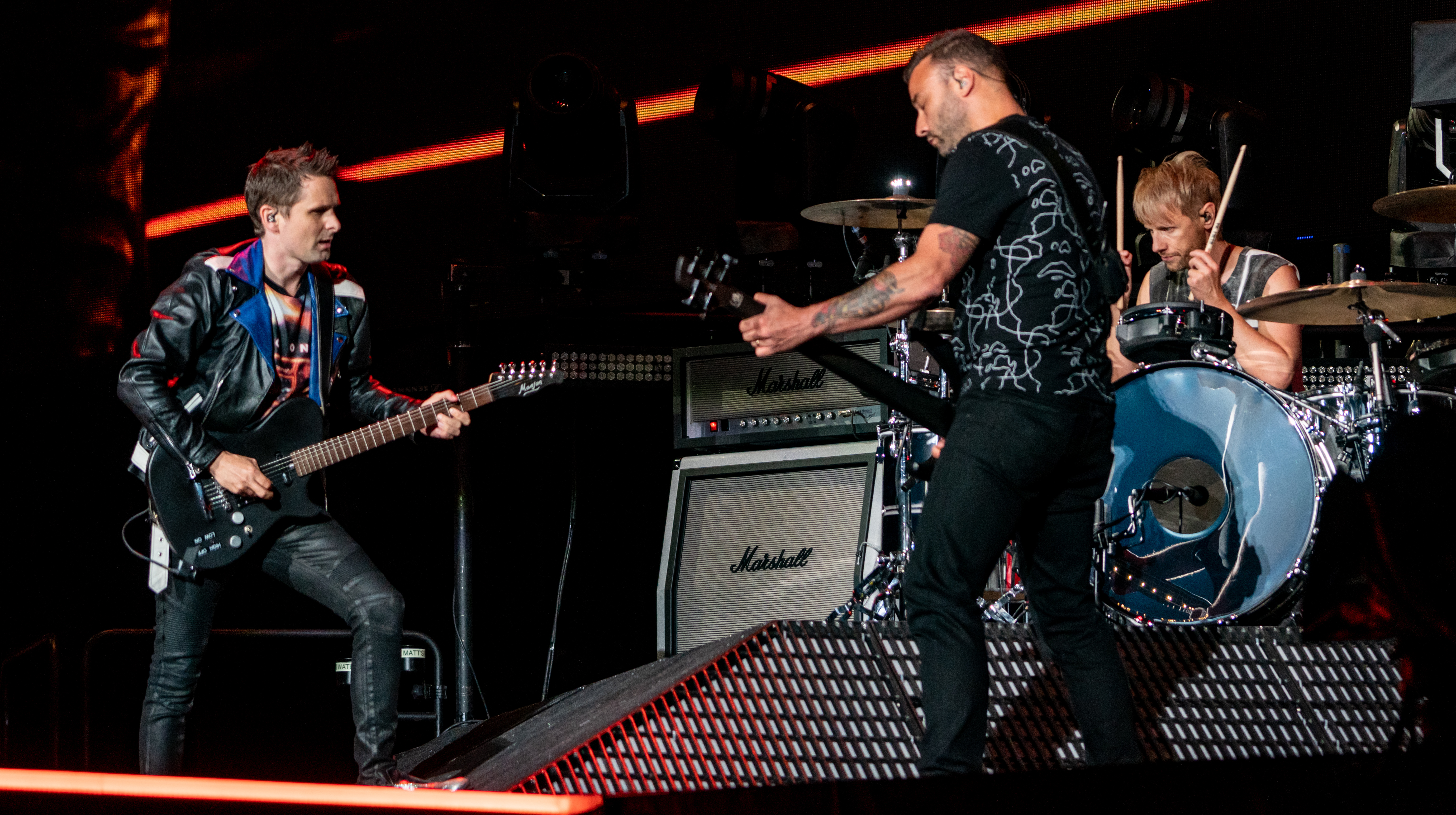
Muse (2019)

Dies ist eine Übersicht über die Auszeichnungen für Musikverkäufe der britischen Rock-Musikgruppe Muse. Die Auszeichnungen finden sich nach ihrer Art (Gold, Platin usw.), nach Staaten getrennt in chronologischer Reihenfolge, geordnet sowie nach den Tonträgern selbst, ebenfalls in chronologischer Reihenfolge, getrennt nach Medium (Alben, Singles usw.), wieder.

## Auszeichnungen
| - Vereinigtes Königreich - 2018: für die Single Madness - 2022: für die Single Undisclosed Desires - 2023: für die Single New Born - Australien - 2006: für das Videoalbum Absolution Tour - 2008: für das Album Showbiz - 2010: für die Single Uprising - 2015: für das Album Drones - Belgien - 2001: für das Album Origin of Symmetry - 2002: für das Album Showbiz - 2004: für das Album Absolution - 2006: für das Album Black Holes and Revelations - 2011: für die Single Uprising - 2012: für das Album The 2nd Law - Dänemark - 2007: für das Album Black Holes and Revelations - 2013: für das Album The 2nd Law - 2021: für die Single Starlight - 2023: für das Album Drones - 2023: für die Single Supermassive Black Hole - Deutschland - 2009: für das Album Black Holes and Revelations - 2016: für das Album The 2nd Law - 2023: für das Album Origin of Symmetry - 2023: für das Album Absolution - Finnland - 2008: für das Album Black Holes and Revelations - 2012: für das Album The 2nd Law - 2018: für das Album Simulation Theory - Irland - 2012: für das Album The 2nd Law - Italien - 2012: für die Single Neutron Star Collision (Love Is Forever) - 2014: für die Single Undisclosed Desires - 2014: für das Album Live at Rome Olympic Stadium - 2016: für das Album Origin of Symmetry - 2017: für die Single Psycho - 2018: für die Single Dead Inside - 2019: für das Album Simulation Theory - 2024: für die Single Hysteria - Japan - 2014: für das Album Black Holes and Revelations - Kanada - 2008: für das Album Absolution - 2010: für die Single Uprising - 2015: für die Single Supermassive Black Hole - 2022: für das Album Simulation Theory - Mexiko - 2012: für das Album The 2nd Law - 2015: für die Single Starlight - 2015: für das Album Drones - 2016: für die Single Madness - Neuseeland - 2004: für das Album Absolution - 2010: für die Single Uprising - 2012: für das Album The 2nd Law - 2020: für das Album Drones - 2023: für das Album HAARP Live from Wembley - Niederlande - 2001: für das Album Origin of Symmetry - 2002: für das Album Showbiz - 2004: für das Album Absolution - 2009: für das Album The Resistance - 2012: für das Album The 2nd Law - 2015: für das Album Drones - Norwegen - 2009: für das Album Black Holes and Revelations - 2009: für das Album HAARP Live from Wembley - 2009: für das Album The Resistance - Österreich - 2010: für das Album The Resistance - 2016: für das Album Drones - Polen - 2010: für das Album The Resistance - 2012: für das Album The 2nd Law - 2022: für das Album Simulation Theory - Portugal - 2018: für das Album Live at Rome Olympic Stadium - 2022: für die Single Madness - Russland - 2003: für das Album Absolution - 2009: für das Album The Resistance - Schweiz - 2002: für das Album Origin of Symmetry - 2003: für das Album Absolution - 2013: für die Single Starlight - 2013: für die Single Madness - Spanien - 2011: für das Album The Resistance - 2015: für das Album The 2nd Law - 2024: für die Single Supermassive Black Hole - 2024: für die Single Time Is Running Out - 2025: für die Single Hysteria - Vereinigte Staaten - 2008: für das Videoalbum HAARP – Live at Wembley - 2015: für die Single Knights of Cydonia - 2015: für die Single Time Is Running Out - 2016: für das Album The 2nd Law - Vereinigtes Königreich - 2013: für das Album Hullabaloo OST - 2013: für das Album HAARP Live from Wembley - 2013: für das Videoalbum Hullabaloo – Live at the Zenith Paris - 2015: für das Album Drones - 2019: für das Album Simulation Theory - 2020: für die Single Feeling Good - 2021: für die Single Knights of Cydonia - 2022: für die Single Time Is Running Out - 2024: für das Album Will of the People - 2025: für die Single Psycho | - Australien - 2007: für das Album Absolution - 2007: für das Album Black Holes and Revelations - 2008: für das Videoalbum Hullabaloo – Live at the Zenith Paris - 2009: für das Album The Resistance - 2010: für die Single Undisclosed Desires - 2010: für das Album Origin of Symmetry - Belgien - 2010: für das Album The Resistance - Dänemark - 2022: für die Single Uprising - Deutschland - 2014: für das Album The Resistance - Europa - 2005: für das Album Absolution - 2013: für das Album The 2nd Law - Finnland - 2010: für das Album The Resistance - Frankreich - 2013: für das Album HAARP Live from Wembley - 2014: für das Album Live at Rome Olympic Stadium - 2018: für das Album Simulation Theory - 2024: für das Album Will of the People - Irland - 2006: für das Album Black Holes and Revelations - 2009: für das Album The Resistance - Italien - 2012: für die Single Madness - 2017: für die Single Uprising - 2018: für die Single Time Is Running Out - 2018: für die Single Starlight - 2019: für das Album Drones - 2021: für das Album Black Holes and Revelations - 2024: für die Single Supermassive Black Hole - 2025: für das Album Absolution - Kanada - 2013: für die Single Madness - 2015: für das Album Black Holes and Revelations - 2015: für das Album The 2nd Law - 2016: für das Album Drones - Neuseeland - 2018: für das Album Black Holes and Revelations - 2023: für die Single Starlight - Portugal - 2011: für das Album The Resistance - 2022: für die Single Uprising - 2022: für die Single Starlight - Schweiz - 2006: für das Album Black Holes and Revelations - 2009: für das Album The Resistance - 2013: für die Single Uprising - 2013: für das Album The 2nd Law - 2016: für das Album Drones - Spanien - 2024: für die Single Uprising - 2025: für die Single Starlight - Vereinigte Staaten - 2010: für die Single Uprising - 2015: für die Single Supermassive Black Hole - 2015: für die Single Starlight - 2016: für das Album The Resistance - 2016: für das Album Black Holes and Revelations - 2016: für das Album Absolution - Vereinigtes Königreich - 2013: für das Album The 2nd Law - 2013: für das Album Showbiz - 2013: für das Videoalbum Absolution Tour - 2020: für die Single Uprising - 2022: für die Single Starlight - 2025: für die Single Hysteria - 2025: für die Single Plug In Baby | - Dänemark - 2017: für das Album The Resistance - Europa - 2010: für das Album The Resistance - 2011: für das Album Black Holes and Revelations - Frankreich - 2015: für das Album Drones - Italien - 2013: für das Album The Resistance - 2021: für das Album The 2nd Law - Kanada - 2022: für das Album The Resistance - Neuseeland - 2021: für das Album The Resistance - Vereinigte Staaten - 2015: für die Single Madness - Vereinigtes Königreich - 2010: für das Album The Resistance - 2013: für das Album Origin of Symmetry - 2024: für die Single Supermassive Black Hole - Frankreich - 2012: für das Album The 2nd Law - 2013: für das Album Black Holes and Revelations - Vereinigtes Königreich - 2014: für das Album Absolution - Vereinigtes Königreich - 2024: für das Album Black Holes and Revelations - Frankreich - 2010: für das Album The Resistance - 2020: für die Single Uprising |

## Auszeichnungen nach Alben

### Showbiz
| Land/Region                  | Auszeichnungen für Musikverkäufe (Land/Region, Auszeichnung, Verkäufe) | Verkäufe |
| ---------------------------- | ---------------------------------------------------------------------- | -------- |
| Australien (ARIA)            | Gold                                                                   | 35.000   |
| Belgien (BRMA)               | Gold                                                                   | 25.000   |
| Niederlande (NVPI)           | Gold                                                                   | 40.000   |
| Vereinigtes Königreich (BPI) | Platin                                                                 | 500.000  |
| Insgesamt                    | 3× Gold · 1× Platin ·                                                  | 600.000  |

### Origin of Symmetry
| Land/Region                  | Auszeichnungen für Musikverkäufe (Land/Region, Auszeichnung, Verkäufe) | Verkäufe  |
| ---------------------------- | ---------------------------------------------------------------------- | --------- |
| Australien (ARIA)            | Platin                                                                 | 70.000    |
| Belgien (BRMA)               | Gold                                                                   | 25.000    |
| Deutschland (BVMI)           | Gold                                                                   | 150.000   |
| Italien (FIMI)               | Gold                                                                   | 50.000    |
| Niederlande (NVPI)           | Gold                                                                   | 40.000    |
| Schweiz (IFPI)               | Gold                                                                   | 20.000    |
| Vereinigtes Königreich (BPI) | 2× Platin                                                              | 768.000   |
| Insgesamt                    | 5× Gold · 3× Platin ·                                                  | 1.123.000 |

### Hullabaloo OST
| Land/Region                  | Auszeichnungen für Musikverkäufe (Land/Region, Auszeichnung, Verkäufe) | Verkäufe |
| ---------------------------- | ---------------------------------------------------------------------- | -------- |
| Vereinigtes Königreich (BPI) | Gold                                                                   | 100.000  |
| Insgesamt                    | 1× Gold ·                                                              | 100.000  |

### Absolution
| Land/Region                  | Auszeichnungen für Musikverkäufe (Land/Region, Auszeichnung, Verkäufe) | Verkäufe    |
| ---------------------------- | ---------------------------------------------------------------------- | ----------- |
| Australien (ARIA)            | Platin                                                                 | 70.000      |
| Belgien (BRMA)               | Gold                                                                   | 25.000      |
| Deutschland (BVMI)           | Gold                                                                   | 100.000     |
| Europa (IFPI)                | Platin                                                                 | (1.000.000) |
| Italien (FIMI)               | Platin                                                                 | 50.000      |
| Kanada (MC)                  | Gold                                                                   | 50.000      |
| Neuseeland (RMNZ)            | Gold                                                                   | 7.500       |
| Niederlande (NVPI)           | Gold                                                                   | 40.000      |
| Russland (NFPF)              | Gold                                                                   | 10.000      |
| Schweiz (IFPI)               | Gold                                                                   | 20.000      |
| Vereinigte Staaten (RIAA)    | Platin                                                                 | 1.000.000   |
| Vereinigtes Königreich (BPI) | 3× Platin                                                              | 948.000     |
| Insgesamt                    | 7× Gold · 7× Platin ·                                                  | 2.220.500   |

### Black Holes and Revelations
| Land/Region                  | Auszeichnungen für Musikverkäufe (Land/Region, Auszeichnung, Verkäufe) | Verkäufe    |
| ---------------------------- | ---------------------------------------------------------------------- | ----------- |
| Australien (ARIA)            | Platin                                                                 | 70.000      |
| Belgien (BRMA)               | Gold                                                                   | (25.000)    |
| Dänemark (IFPI)              | Gold                                                                   | (15.000)    |
| Deutschland (BVMI)           | Gold                                                                   | (100.000)   |
| Europa (IFPI)                | 2× Platin                                                              | 2.000.000   |
| Finnland (IFPI)              | Gold                                                                   | (15.176)    |
| Frankreich (SNEP)            | 3× Platin                                                              | (300.000)   |
| Irland (IRMA)                | Platin                                                                 | (15.000)    |
| Italien (FIMI)               | Platin                                                                 | (50.000)    |
| Japan (RIAJ)                 | Gold                                                                   | 100.000     |
| Kanada (MC)                  | Platin                                                                 | 100.000     |
| Neuseeland (RMNZ)            | Platin                                                                 | 15.000      |
| Norwegen (IFPI)              | Gold                                                                   | (20.000)    |
| Schweiz (IFPI)               | Platin                                                                 | (30.000)    |
| Vereinigte Staaten (RIAA)    | Platin                                                                 | 1.000.000   |
| Vereinigtes Königreich (BPI) | 4× Platin                                                              | (1.200.000) |
| Insgesamt                    | 6× Gold · 16× Platin ·                                                 | 3.285.000   |

### HAARP Live from Wembley
| Land/Region                  | Auszeichnungen für Musikverkäufe (Land/Region, Auszeichnung, Verkäufe) | Verkäufe |
| ---------------------------- | ---------------------------------------------------------------------- | -------- |
| Frankreich (SNEP)            | Platin                                                                 | 100.000  |
| Neuseeland (RMNZ)            | Gold                                                                   | 7.500    |
| Norwegen (IFPI)              | Gold                                                                   | 20.000   |
| Vereinigtes Königreich (BPI) | Gold                                                                   | 100.000  |
| Insgesamt                    | 3× Gold · 1× Platin ·                                                  | 227.500  |

### The Resistance
| Land/Region                  | Auszeichnungen für Musikverkäufe (Land/Region, Auszeichnung, Verkäufe) | Verkäufe    |
| ---------------------------- | ---------------------------------------------------------------------- | ----------- |
| Australien (ARIA)            | Platin                                                                 | 70.000      |
| Belgien (BRMA)               | Platin                                                                 | 30.000      |
| Dänemark (IFPI)              | 2× Platin                                                              | 40.000      |
| Deutschland (BVMI)           | Platin                                                                 | 300.000     |
| Europa (IFPI)                | 2× Platin                                                              | (2.000.000) |
| Finnland (IFPI)              | Platin                                                                 | 23.536      |
| Frankreich (SNEP)            | Diamant                                                                | 500.000     |
| Irland (IRMA)                | Platin                                                                 | 15.000      |
| Italien (FIMI)               | 2× Platin                                                              | 120.000     |
| Kanada (MC)                  | 2× Platin                                                              | 160.000     |
| Neuseeland (RMNZ)            | 2× Platin                                                              | 30.000      |
| Niederlande (NVPI)           | Gold                                                                   | 30.000      |
| Norwegen (IFPI)              | Gold                                                                   | 15.000      |
| Österreich (IFPI)            | Gold                                                                   | 10.000      |
| Polen (ZPAV)                 | Gold                                                                   | 10.000      |
| Portugal (AFP)               | Platin                                                                 | 20.000      |
| Russland (NFPF)              | Gold                                                                   | 10.000      |
| Schweiz (IFPI)               | Platin                                                                 | 30.000      |
| Spanien (Promusicae)         | Gold                                                                   | 30.000      |
| Vereinigte Staaten (RIAA)    | Platin                                                                 | 1.000.000   |
| Vereinigtes Königreich (BPI) | 2× Platin                                                              | 790.000     |
| Insgesamt                    | 6× Gold · 20× Platin · 1× Diamant ·                                    | 3.263.536   |

### The 2nd Law
| Land/Region                  | Auszeichnungen für Musikverkäufe (Land/Region, Auszeichnung, Verkäufe) | Verkäufe    |
| ---------------------------- | ---------------------------------------------------------------------- | ----------- |
| Belgien (BRMA)               | Gold                                                                   | 15.000      |
| Dänemark (IFPI)              | Gold                                                                   | 10.000      |
| Deutschland (BVMI)           | Gold                                                                   | 100.000     |
| Europa (IFPI)                | Platin                                                                 | (1.000.000) |
| Finnland (IFPI)              | Gold                                                                   | 16.427      |
| Frankreich (SNEP)            | 3× Platin                                                              | 300.000     |
| Irland (IRMA)                | Gold                                                                   | 7.500       |
| Italien (FIMI)               | 2× Platin                                                              | 100.000     |
| Kanada (MC)                  | Platin                                                                 | 80.000      |
| Mexiko (AMPROFON)            | Gold                                                                   | 30.000      |
| Neuseeland (RMNZ)            | Gold                                                                   | 7.500       |
| Niederlande (NVPI)           | Gold                                                                   | 25.000      |
| Polen (ZPAV)                 | Gold                                                                   | 10.000      |
| Schweiz (IFPI)               | Platin                                                                 | 30.000      |
| Spanien (Promusicae)         | Gold                                                                   | 20.000      |
| Vereinigte Staaten (RIAA)    | Gold                                                                   | 500.000     |
| Vereinigtes Königreich (BPI) | Platin                                                                 | 300.000     |
| Insgesamt                    | 11× Gold · 9× Platin ·                                                 | 1.702.927   |

### Live at Rome Olympic Stadium
| Land/Region       | Auszeichnungen für Musikverkäufe (Land/Region, Auszeichnung, Verkäufe) | Verkäufe |
| ----------------- | ---------------------------------------------------------------------- | -------- |
| Frankreich (SNEP) | Platin                                                                 | 100.000  |
| Italien (FIMI)    | Gold                                                                   | 25.000   |
| Portugal (AFP)    | Gold                                                                   | 7.500    |
| Insgesamt         | 2× Gold · 1× Platin ·                                                  | 132.500  |

### Drones
| Land/Region                  | Auszeichnungen für Musikverkäufe (Land/Region, Auszeichnung, Verkäufe) | Verkäufe |
| ---------------------------- | ---------------------------------------------------------------------- | -------- |
| Australien (ARIA)            | Gold                                                                   | 35.000   |
| Dänemark (IFPI)              | Gold                                                                   | 10.000   |
| Frankreich (SNEP)            | 2× Platin                                                              | 200.000  |
| Italien (FIMI)               | Platin                                                                 | 50.000   |
| Kanada (MC)                  | Platin                                                                 | 80.000   |
| Mexiko (AMPROFON)            | Gold                                                                   | 30.000   |
| Neuseeland (RMNZ)            | Gold                                                                   | 7.500    |
| Niederlande (NVPI)           | Gold                                                                   | 20.000   |
| Österreich (IFPI)            | Gold                                                                   | 7.500    |
| Schweiz (IFPI)               | Platin                                                                 | 20.000   |
| Vereinigtes Königreich (BPI) | Gold                                                                   | 100.000  |
| Insgesamt                    | 7× Gold · 5× Platin ·                                                  | 560.000  |

### Simulation Theory
| Land/Region                  | Auszeichnungen für Musikverkäufe (Land/Region, Auszeichnung, Verkäufe) | Verkäufe |
| ---------------------------- | ---------------------------------------------------------------------- | -------- |
| Frankreich (SNEP)            | Platin                                                                 | 100.000  |
| Italien (FIMI)               | Gold                                                                   | 25.000   |
| Kanada (MC)                  | Gold                                                                   | 40.000   |
| Polen (ZPAV)                 | Gold                                                                   | 10.000   |
| Vereinigtes Königreich (BPI) | Gold                                                                   | 100.000  |
| Insgesamt                    | 4× Gold · 1× Platin ·                                                  | 275.000  |

### Will of the People
| Land/Region                  | Auszeichnungen für Musikverkäufe (Land/Region, Auszeichnung, Verkäufe) | Verkäufe |
| ---------------------------- | ---------------------------------------------------------------------- | -------- |
| Frankreich (SNEP)            | Platin                                                                 | 100.000  |
| Vereinigtes Königreich (BPI) | Gold                                                                   | 100.000  |
| Insgesamt                    | 1× Gold · 1× Platin ·                                                  | 200.000  |

## Auszeichnungen nach Singles

### Plug In Baby
| Land/Region                  | Auszeichnungen für Musikverkäufe (Land/Region, Auszeichnung, Verkäufe) | Verkäufe |
| ---------------------------- | ---------------------------------------------------------------------- | -------- |
| Vereinigtes Königreich (BPI) | Platin                                                                 | 600.000  |
| Insgesamt                    | 1× Platin ·                                                            | 600.000  |

### New Born
| Land/Region                  | Auszeichnungen für Musikverkäufe (Land/Region, Auszeichnung, Verkäufe) | Verkäufe |
| ---------------------------- | ---------------------------------------------------------------------- | -------- |
| Vereinigtes Königreich (BPI) | Silber                                                                 | 200.000  |
| Insgesamt                    | 1× Silber ·                                                            | 200.000  |

### Feeling Good
| Land/Region                  | Auszeichnungen für Musikverkäufe (Land/Region, Auszeichnung, Verkäufe) | Verkäufe |
| ---------------------------- | ---------------------------------------------------------------------- | -------- |
| Vereinigtes Königreich (BPI) | Gold                                                                   | 400.000  |
| Insgesamt                    | 1× Gold ·                                                              | 400.000  |

### Time Is Running Out
| Land/Region                  | Auszeichnungen für Musikverkäufe (Land/Region, Auszeichnung, Verkäufe) | Verkäufe  |
| ---------------------------- | ---------------------------------------------------------------------- | --------- |
| Italien (FIMI)               | Platin                                                                 | 50.000    |
| Südkorea (KMCA)              | —                                                                      | 398.278   |
| Spanien (Promusicae)         | Gold                                                                   | 30.000    |
| Vereinigte Staaten (RIAA)    | Gold                                                                   | 500.000   |
| Vereinigtes Königreich (BPI) | Gold                                                                   | 400.000   |
| Insgesamt                    | 3× Gold · 1× Platin ·                                                  | 1.378.278 |

### Hysteria
| Land/Region                  | Auszeichnungen für Musikverkäufe (Land/Region, Auszeichnung, Verkäufe) | Verkäufe |
| ---------------------------- | ---------------------------------------------------------------------- | -------- |
| Italien (FIMI)               | Gold                                                                   | 50.000   |
| Spanien (Promusicae)         | Gold                                                                   | 30.000   |
| Vereinigtes Königreich (BPI) | Platin                                                                 | 600.000  |
| Insgesamt                    | 2× Gold · 1× Platin ·                                                  | 680.000  |

### Knights of Cydonia
| Land/Region                  | Auszeichnungen für Musikverkäufe (Land/Region, Auszeichnung, Verkäufe) | Verkäufe |
| ---------------------------- | ---------------------------------------------------------------------- | -------- |
| Vereinigte Staaten (RIAA)    | Gold                                                                   | 500.000  |
| Vereinigtes Königreich (BPI) | Gold                                                                   | 400.000  |
| Insgesamt                    | 2× Gold ·                                                              | 900.000  |

### Supermassive Black Hole
| Land/Region                  | Auszeichnungen für Musikverkäufe (Land/Region, Auszeichnung, Verkäufe) | Verkäufe  |
| ---------------------------- | ---------------------------------------------------------------------- | --------- |
| Dänemark (IFPI)              | Gold                                                                   | 45.000    |
| Italien (FIMI)               | Platin                                                                 | 100.000   |
| Kanada (MC)                  | Gold                                                                   | 20.000    |
| Spanien (Promusicae)         | Gold                                                                   | 30.000    |
| Vereinigte Staaten (RIAA)    | Platin                                                                 | 1.000.000 |
| Vereinigtes Königreich (BPI) | 2× Platin                                                              | 1.200.000 |
| Insgesamt                    | 3× Gold · 4× Platin ·                                                  | 2.395.000 |

### Starlight
| Land/Region                  | Auszeichnungen für Musikverkäufe (Land/Region, Auszeichnung, Verkäufe) | Verkäufe  |
| ---------------------------- | ---------------------------------------------------------------------- | --------- |
| Dänemark (IFPI)              | Gold                                                                   | 45.000    |
| Italien (FIMI)               | Platin                                                                 | 50.000    |
| Mexiko (AMPROFON)            | Gold                                                                   | 30.000    |
| Neuseeland (RMNZ)            | Platin                                                                 | 30.000    |
| Portugal (AFP)               | Platin                                                                 | 10.000    |
| Schweiz (IFPI)               | Gold                                                                   | 15.000    |
| Spanien (Promusicae)         | Platin                                                                 | 60.000    |
| Vereinigte Staaten (RIAA)    | Platin                                                                 | 1.000.000 |
| Vereinigtes Königreich (BPI) | Platin                                                                 | 600.000   |
| Insgesamt                    | 3× Gold · 6× Platin ·                                                  | 1.840.000 |

### Uprising
| Land/Region                  | Auszeichnungen für Musikverkäufe (Land/Region, Auszeichnung, Verkäufe) | Verkäufe  |
| ---------------------------- | ---------------------------------------------------------------------- | --------- |
| Australien (ARIA)            | Gold                                                                   | 35.000    |
| Belgien (BRMA)               | Gold                                                                   | 15.000    |
| Dänemark (IFPI)              | Platin                                                                 | 90.000    |
| Frankreich (SNEP)            | Diamant                                                                | 333.333   |
| Italien (FIMI)               | Platin                                                                 | 50.000    |
| Kanada (MC)                  | Gold                                                                   | 20.000    |
| Neuseeland (RMNZ)            | Gold                                                                   | 7.500     |
| Portugal (AFP)               | Platin                                                                 | 10.000    |
| Schweiz (IFPI)               | Platin                                                                 | 30.000    |
| Spanien (Promusicae)         | Platin                                                                 | 60.000    |
| Vereinigte Staaten (RIAA)    | Platin                                                                 | 2.170.000 |
| Vereinigtes Königreich (BPI) | Platin                                                                 | 600.000   |
| Insgesamt                    | 4× Gold · 7× Platin · 1× Diamant ·                                     | 3.420.833 |

### Undisclosed Desires
| Land/Region                  | Auszeichnungen für Musikverkäufe (Land/Region, Auszeichnung, Verkäufe) | Verkäufe |
| ---------------------------- | ---------------------------------------------------------------------- | -------- |
| Australien (ARIA)            | Platin                                                                 | 70.000   |
| Frankreich (SNEP)            | —                                                                      | 66.400   |
| Italien (FIMI)               | Gold                                                                   | 10.000   |
| Vereinigtes Königreich (BPI) | Silber                                                                 | 200.000  |
| Insgesamt                    | 1× Silber · 1× Gold · 1× Platin ·                                      | 346.400  |

### Neutron Star Collision (Love Is Forever)
| Land/Region     | Auszeichnungen für Musikverkäufe (Land/Region, Auszeichnung, Verkäufe) | Verkäufe |
| --------------- | ---------------------------------------------------------------------- | -------- |
| Italien (FIMI)  | Gold                                                                   | 15.000   |
| Südkorea (KMCA) | —                                                                      | 169.358  |
| Insgesamt       | 1× Gold ·                                                              | 184.358  |

### Madness
| Land/Region                  | Auszeichnungen für Musikverkäufe (Land/Region, Auszeichnung, Verkäufe) | Verkäufe  |
| ---------------------------- | ---------------------------------------------------------------------- | --------- |
| Frankreich (SNEP)            | —                                                                      | 49.100    |
| Italien (FIMI)               | Platin                                                                 | 30.000    |
| Kanada (MC)                  | Platin                                                                 | 80.000    |
| Mexiko (AMPROFON)            | Gold                                                                   | 30.000    |
| Portugal (AFP)               | Gold                                                                   | 5.000     |
| Schweiz (IFPI)               | Gold                                                                   | 15.000    |
| Vereinigte Staaten (RIAA)    | 2× Platin                                                              | 2.000.000 |
| Vereinigtes Königreich (BPI) | Silber                                                                 | 200.000   |
| Insgesamt                    | 1× Silber · 3× Gold · 4× Platin ·                                      | 2.409.100 |

### Psycho
| Land/Region                  | Auszeichnungen für Musikverkäufe (Land/Region, Auszeichnung, Verkäufe) | Verkäufe |
| ---------------------------- | ---------------------------------------------------------------------- | -------- |
| Italien (FIMI)               | Gold                                                                   | 25.000   |
| Vereinigtes Königreich (BPI) | Gold                                                                   | 400.000  |
| Insgesamt                    | 2× Gold ·                                                              | 425.000  |

### Dead Inside
| Land/Region    | Auszeichnungen für Musikverkäufe (Land/Region, Auszeichnung, Verkäufe) | Verkäufe |
| -------------- | ---------------------------------------------------------------------- | -------- |
| Italien (FIMI) | Gold                                                                   | 25.000   |
| Insgesamt      | 1× Gold ·                                                              | 25.000   |

## Auszeichnungen nach Videoalben

### Hullabaloo – Live at the Zenith Paris
| Land/Region                  | Auszeichnungen für Musikverkäufe (Land/Region, Auszeichnung, Verkäufe) | Verkäufe |
| ---------------------------- | ---------------------------------------------------------------------- | -------- |
| Australien (ARIA)            | Platin                                                                 | 15.000   |
| Vereinigtes Königreich (BPI) | Gold                                                                   | 25.000   |
| Insgesamt                    | 1× Gold · 1× Platin ·                                                  | 40.000   |

### Absolution Tour
| Land/Region                  | Auszeichnungen für Musikverkäufe (Land/Region, Auszeichnung, Verkäufe) | Verkäufe |
| ---------------------------- | ---------------------------------------------------------------------- | -------- |
| Australien (ARIA)            | Gold                                                                   | 7.500    |
| Vereinigtes Königreich (BPI) | Platin                                                                 | 50.000   |
| Insgesamt                    | 1× Gold · 1× Platin ·                                                  | 57.500   |

## Statistik und Quellen
| Land/RegionAuszeichnungen für Musikverkäufe (Land/Region, Auszeichnungen, Verkäufe, Quellen) | Silber     | Gold       | Platin       | Diamant     | Verkäufe    | Quellen                           |
| -------------------------------------------------------------------------------------------- | ---------- | ---------- | ------------ | ----------- | ----------- | --------------------------------- |
| Australien (ARIA)                                                                            | —          | 4× Gold4   | 6× Platin6   | —           | 477.500     | aria.com.au                       |
| Belgien (BRMA)                                                                               | —          | 6× Gold6   | Platin1      | —           | 150.000     | ultratop.be                       |
| Dänemark (IFPI)                                                                              | —          | 5× Gold5   | 3× Platin3   | —           | 255.000     | ifpi.dk                           |
| Deutschland (BVMI)                                                                           | —          | 4× Gold4   | Platin1      | —           | 750.000     | musikindustrie.de                 |
| Europa (IFPI)                                                                                | —          | —          | 6× Platin6   | —           | (6.000.000) | ifpi.org                          |
| Finnland (IFPI)                                                                              | —          | 2× Gold2   | Platin1      | —           | 55.139      | ifpi.fi                           |
| Frankreich (SNEP)                                                                            | —          | —          | 12× Platin12 | 2× Diamant2 | 2.148.833   | infodisc.fr snepmusique.com FR3   |
| Irland (IRMA)                                                                                | —          | Gold1      | 2× Platin2   | —           | 37.500      | irishcharts.ie                    |
| Italien (FIMI)                                                                               | —          | 8× Gold8   | 12× Platin12 | —           | 900.000     | fimi.it                           |
| Japan (RIAJ)                                                                                 | —          | Gold1      | —            | —           | 100.000     | riaj.or.jp                        |
| Kanada (MC)                                                                                  | —          | 4× Gold4   | 6× Platin6   | —           | 630.000     | musiccanada.com                   |
| Mexiko (AMPROFON)                                                                            | —          | 4× Gold4   | —            | —           | 120.000     | amprofon.com.mx                   |
| Neuseeland (RMNZ)                                                                            | —          | 5× Gold5   | 4× Platin4   | —           | 112.500     | aotearoamusiccharts.co.nz NZ2 NZ3 |
| Niederlande (NVPI)                                                                           | —          | 6× Gold6   | —            | —           | 195.000     | nvpi.nl                           |
| Norwegen (IFPI)                                                                              | —          | 3× Gold3   | —            | —           | 55.000      | ifpi.no                           |
| Österreich (IFPI)                                                                            | —          | 2× Gold2   | —            | —           | 17.500      | ifpi.at                           |
| Polen (ZPAV)                                                                                 | —          | 3× Gold3   | —            | —           | 30.000      | olis.pl                           |
| Portugal (AFP)                                                                               | —          | 2× Gold2   | 3× Platin3   | —           | 52.500      | Einzelnachweise                   |
| Russland (NFPF)                                                                              | —          | 2× Gold2   | —            | —           | 20.000      | 2m-online.ru                      |
| Schweiz (IFPI)                                                                               | —          | 4× Gold4   | 5× Platin5   | —           | 210.000     | hitparade.ch                      |
| Spanien (Promusicae)                                                                         | —          | 5× Gold5   | 2× Platin2   | —           | 260.000     | elportaldemusica.es               |
| Südkorea (KMCA)                                                                              | —          | —          | —            | —           | 567.636     | Einzelnachweise                   |
| Vereinigte Staaten (RIAA)                                                                    | —          | 4× Gold4   | 8× Platin8   | —           | 10.670.000  | riaa.com                          |
| Vereinigtes Königreich (BPI)                                                                 | 3× Silber3 | 10× Gold10 | 20× Platin20 | —           | 10.681.000  | bpi.co.uk                         |
| Insgesamt                                                                                    | 4× Silber4 | 83× Gold83 | 93× Platin93 | 2× Diamant2 |             |                                   |